# SyncML
SyncML （Synchronization Markup Language）は、クロスプラットフォームで使えるXMLを基にしたデータ同期のオープン規格の以前の名前である。2000年12月17日にSyncML 1.0がリリース、1.1は2002年2月26日にリリースされた。このプロジェクトは現在、 オープン・モバイル・アライアンス (Open Mobile Alliance、OMA)で Data Synchronization (データ同期) プロジェクトとDevice Management (デバイス管理) プロジェクトとなっている。 SyncMLの目的は、既存のデータ同期ソリューションの代わりとなるオープン標準を提供することである。既存のデータ同期ソリューションは、ほとんどがベンダー、アプリケーション、オペレーティングシステムに固有となっている。

## 詳細
SyncMLは、以下のように要求と応答のコマンドを交換することで機能する。
- 携帯機器が、Alertコマンドを送信し、更新のみの同期を開始したいことを伝える
- コンピュータは、Statusコマンドで要求を受け入れる応答をする
- 携帯機器が、1つ以上のSyncコマンドを送り、各コマンドにはAddサブコマンドで電話帳エントリなどの追加項目が含まれる。エントリ数が多い場合は、<Final />タグは含まれない。
- <Final/>タグが含まれなかった場合、コンピュータは適切なAlertメッセージの続行を要求し、携帯機器は別の項目を送信する。もしくは、コンピュータはStatusコマンドですべてのデータを受信したことを確認する。

コマンド（Alert、Sync、Statusなど）はメッセージにグループ化される。各メッセージとその各コマンドには識別子があるため、MsgID、CmdIDのペアがコマンドを一意に決定する。 Statusコマンドなどの応答には、コマンドを識別するペアが続く。

コマンドの前に、メッセージにはトランザクションに関するさまざまなデータを指定するヘッダーが含まれる。前の例のように、更新同期を開始するためAlertコマンドを含むメッセージの例は次の通りとなる。
```
<?xml version="1.0"?>

<!DOCTYPE SyncML PUBLIC "-//SYNCML//DTD SyncML 1.2//EN" "http://www.openmobilealliance.org/tech/DTD/OMA-TS-SyncML_RepPro_DTD-V1_2.dtd">

<SyncML
 
xmlns=
"SYNCML:SYNCML1.2"
>

 
<SyncHdr>

  
<VerDTD>
1.1
</VerDTD>

  
<VerProto>
SyncML/1.1
</VerProto>

  
<SessionID>
1
</SessionID>

  
<MsgID>
1
</MsgID>

  
<Target><LocURI>
PC
 
Suite
</LocURI></Target>

  
<Source><LocURI>
IMEI:3405623856456
</LocURI></Source>

  
<Meta><MaxMsgSize
 
xmlns=
"syncml:metinf"
>
8000
</MaxMsgSize></Meta>

 
</SyncHdr>

 
<SyncBody>

  
<Alert>

   
<CmdID>
1
</CmdID>

   
<Data>
203
</Data>
   
<!-- 203 = mobile signals a refresh from it to computer -->

   
<Item>

    
<Target><LocURI>
Events
</LocURI></Target>

    
<Source><LocURI>
/telecom/cal.vcs
</LocURI></Source>

    
<Meta><Anchor
 
xmlns=
"syncml:metinf"
><Last>
42
</Last><Next>
42
</Next></Anchor></Meta>

   
</Item>

  
</Alert>

  
<Final/>

 
</SyncBody>

</SyncML>

```

コンピュータからの応答は、次のようなxmlドキュメントとなる（説明のためにコメントが追加されている）。
```
<?xml version="1.0"?>

<!DOCTYPE SyncML PUBLIC "-//SYNCML//DTD SyncML 1.2//EN" "http://www.openmobilealliance.org/tech/DTD/OMA-TS-SyncML_RepPro_DTD-V1_2.dtd">

<SyncML>

 
<SyncHdr>

  
<VerDTD>
1.1
</VerDTD>

  
<VerProto>
SyncML/1.1
</VerProto>

  
<SessionID>
1
</SessionID>

  
<MsgID>
1
</MsgID>

  
<Target><LocURI>
IMEI:3405623856456
</LocURI></Target>

  
<Source><LocURI>
PC
 
Suite
</LocURI></Source>

 
</SyncHdr>

 
<SyncBody>

  
<!-- accept the header of the last message from the client -->

  
<Status>

   
<CmdID>
1
</CmdID>

   
<MsgRef>
1
</MsgRef>

   
<CmdRef>
0
</CmdRef>
	
<!-- 0 = header of the message -->

   
<Cmd>
SyncHdr
</Cmd>

   
<TargetRef>
PC
 
Suite
</TargetRef>

   
<SourceRef>
IMEI:3405623856456
</SourceRef>

   
<Data>
200
</Data>
	
<!-- 200 = ok, accepted -->

  
</Status>

  
<!-- accept the request of the mobile for a sync -->

  
<Status>

   
<CmdID>
2
</CmdID>
	
<!-- this is command #2 -->

   
<MsgRef>
1
</MsgRef>

   
<CmdRef>
1
</CmdRef>
	
<!-- it respond to command msg=1,cmd=1 -->

   
<Cmd>
Alert
</Cmd>

   
<TargetRef>
Events
</TargetRef>

   
<SourceRef>
/telecom/cal.vcs
</SourceRef>

   
<Meta><Anchor
 
xmlns=
"syncml:metinf"
><Next>
0
</Next><Last>
0
</Last></Anchor></Meta>

   
<Data>
200
</Data>
	
<!-- 200 = ok, accepted -->

  
</Status>

  
<Final/>

 
</SyncBody>

</SyncML>

```

このトランザクションでは、その後、Syncコマンドを含む携帯機器からのメッセージを続行する。
この例は、携帯機器がすべてのデータをコンピュータに送信し、その逆は何も送信しない更新である。 Alertコマンドのさまざまなコードを使用して、他の種類の同期も開始できる。たとえば、「双方向同期」では、最後の同期からの変更のみがコンピュータに送信される。これでも同様のことが行われる。
LastタグとNextタグは、同期が失われる可能性の追跡に使用される。 Lastは、各デバイスで測定された、同期の最後の操作の時刻を表す。例えば、携帯機器側では、時間の順序を表す単調増加の番号(1、2、3、...)を使ったり、コンピュータ側では20140112T213401Z のような文字列を使ったりする。 Nextは現在の時刻を表し、Lastと同じ書式である。このタイミングで保存されたデータと、次の同期の際にLastと違いがある場合は、同期が失われていることを示す。非同期を検出すると、適切なアクションを実行して、デバイスを同期に戻す。必要に応じてすべてのデータの送信をすることもある。
アンカーは同期の喪失を検出するためにのみ使用され、送信されるデータを示すものではない。同期が失われた場合を除いて、通常の（更新されない）同期では、各デバイスは最後の同期以降のすべての変更を送信する。